# Sahcatzín (Tepakán)
Sahcatzín, es una localidad del estado de Yucatán, México, en el municipio de Tepakán.

## Toponimia
El nombre (Sahcatzín) proviene del  idioma maya.

## Importancia histórica
Tuvo su esplendor durante la época del auge henequenero y emitió fichas de hacienda las cuales por su diseño son de interés para los numismáticos. Dichas fichas acreditan la hacienda como propiedad de Eutimio Mézquita Q.

## Demografía
Según el censo de 2005 realizado por el INEGI, la población de la localidad era de 0 habitantes.
| 55                          | 128 | 85 | 103 | 82 | 56 | 36 | 3 | 0 | 0 | 0 | 0 | 0 |
| (Fuente: INEGI [Consultar]) |     |    |     |    |    |    |   |   |   |   |   |   |

## Galería

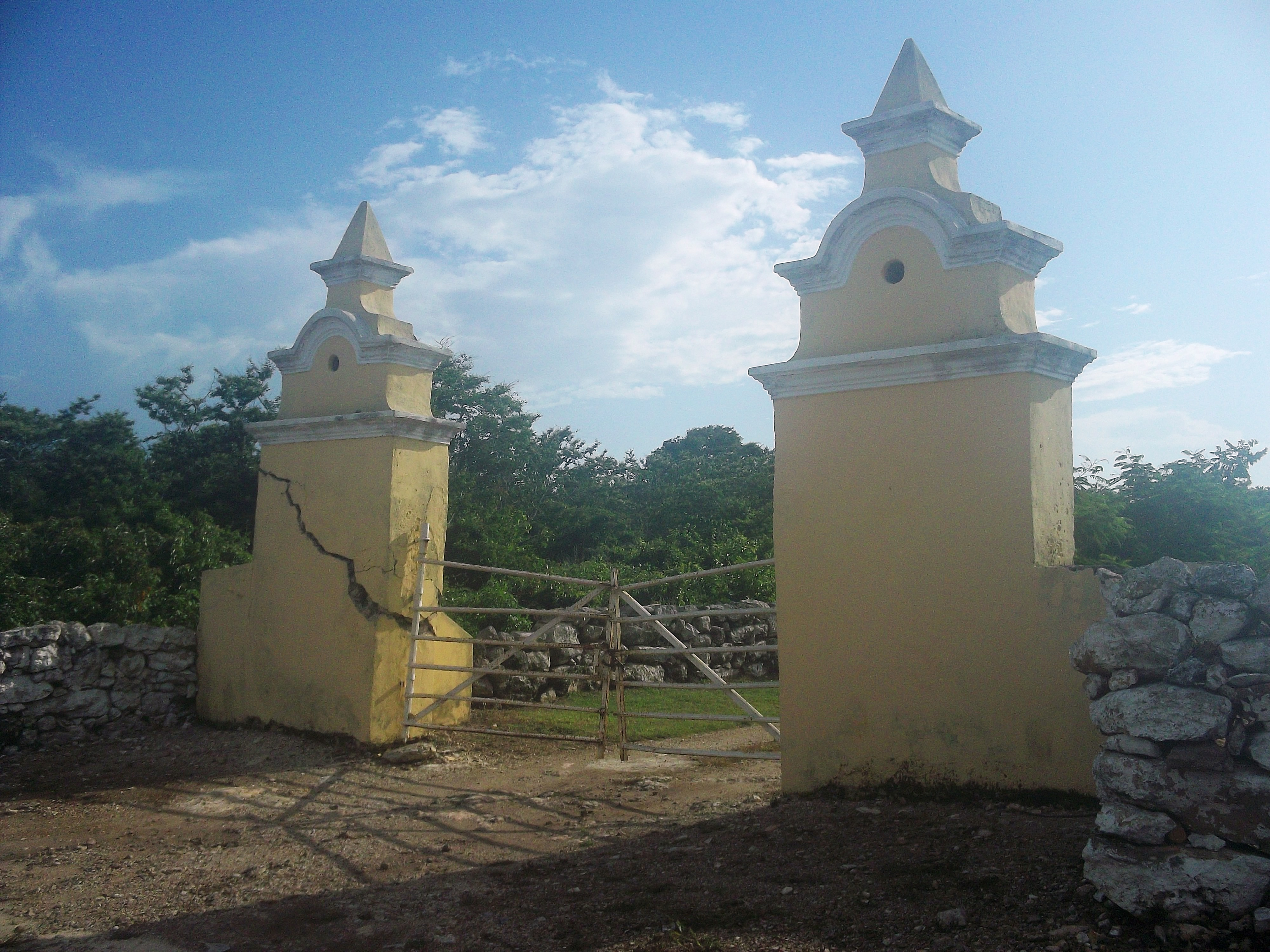
Entrada de Sahcatzín.
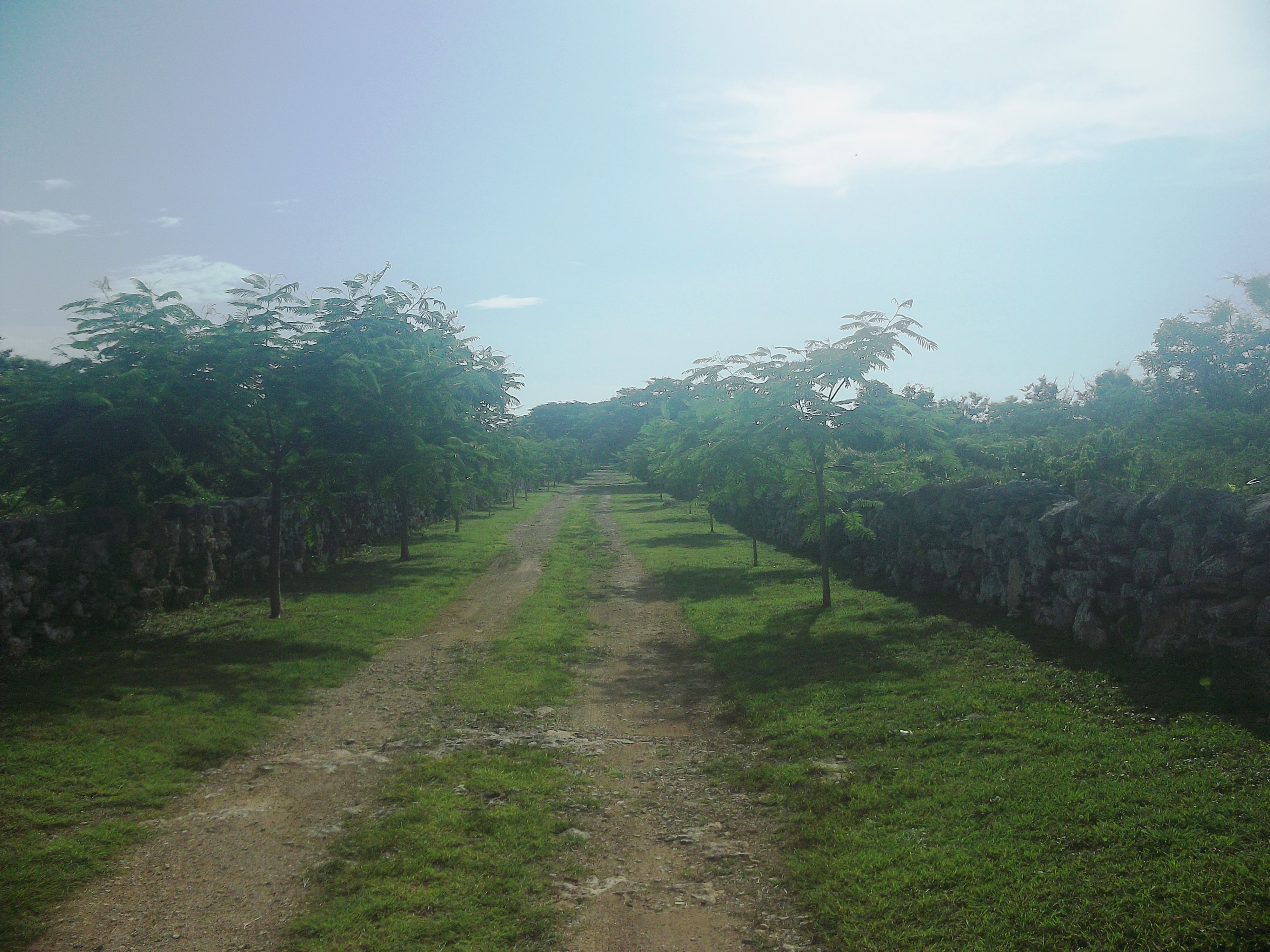
Vista de Sahcatzín.